# 홀슈타인 킬
홀슈타인 킬(독일어: Holstein Kiel)은 독일 슐레스비히홀슈타인주의 도시인 킬의 축구 클럽으로 현재 레기오날리가에 참가하고 있다.

## 성적
- 1 분데스리가: 우승 1회 (1912), 준우승 2회 (1910, 1930)
- 북독일 축구 선수권대회: 우승 6회 (1910, 1911, 1912, 1926, 1927, 1930), 준우승 7회 (1914, 1922, 1923, 1928, 1929, 1931, 1932)
- 가울리가 슐레스비히홀슈타인 지역 리그: 우승 2회 (1943, 1944)
- 오베르리가 북부 리그 (1947-63): 준우승 2회 (1953, 1957)
- 레기오날리가 북부 리그 (1963-74): 우승 1회 (1965)
- 오베르리가 함부르크·슐레스비히홀슈타인 지역 리그: 우승 2회 (1998, 2001)
- 오베르리가 북부 리그: 우승 1회 (2008)
- 레기오날리가 북부 리그: 우승 1회 (2009)

## 선수 명단

### 현재 선수 명단
2024년 8월 30일 기준
참고: FIFA 자격 규정에 따라 소속된 국가대표팀 국기를 표시합니다. 선수는 복수의 FIFA 비회원국 국적을 가지고 있을 수 있습니다.
| 번호 | 포지션 | 국적     | 이름                    |
| ---- | ------ | -------- | ----------------------- |
| 1    | GK     |          | 티몬 바이너             |
| 3    | DF     |          | 마르코 코멘다           |
| 4    | DF     |          | 파트리크 에라스         |
| 5    | DF     |          | 칼 요한손               |
| 6    | MF     | 세르비아 | 마르코 이베지치         |
| 7    | MF     |          | 스테벤 스크지브스키     |
| 8    | FW     |          | 핀 포라트               |
| 9    | FW     |          | 베네딕트 피흘러         |
| 10   | MF     |          | 레비스 홀트비 (주장)    |
| 11   | FW     |          | 알렉산데르 베른하르트손 |
| 13   | FW     |          | 마치노 슈토             |
| 14   | DF     |          | 막스 게슈빌             |
| 15   | MF     |          | 마르빈 슐츠             |
| 16   | FW     |          | 안두 켈라티             |

| 번호 | 포지션 | 국적                  | 이름                                  |
| ---- | ------ | --------------------- | ------------------------------------- |
| 17   | DF     |                       | 티모 베커                             |
| 19   | FW     |                       | 필 하레스                             |
| 20   | FW     |                       | 얀피에테 아르프                       |
| 21   | GK     |                       | 토마스 데네                           |
| 22   | MF     |                       | 니콜라이 렘베르크                     |
| 23   | DF     |                       | 라세 로젠붐                           |
| 24   | MF     |                       | 마그누스 크누센                       |
| 27   | DF     |                       | 티모테우시 푸하치                     |
| 28   | MF     |                       | 아우렐 바그베                         |
| 31   | GK     |                       | 마르셀 엥겔하르트                     |
| 33   | DF     | 슬로바키아            | 도미니크 야보르체크 (질리나에서 임대) |
| 34   | DF     |                       | 콜린 클라이네베켈                     |
| 37   | MF     | 보스니아 헤르체고비나 | 아르민 기고비치                       |
| 40   | GK     | 튀르키예              | 틸레르 도안                           |

## 역대 감독
| 감독            | 임기 |
| --------------- | ---- |
| 안드레 슈베르트 | 2019 |